# Dobřejovice (odbočka)
Dobřejovice (nebo též Odb Dobřejovice) je odbočka, která se nachází v km 14,221 trati Praha – České Budějovice. Tato trať je mezi odbočkou a stanicí Chotýčany dvoukolejná, mezi odbočkou a stanicí Hluboká nad Vltavou-Zámostí jednokolejná. Odbočka je dálkově ovládána z CDP Praha. Leží jihozápadně od Chotýčan, na katastrálním území Dobřejovice u Hosína. V budoucnu má tato odbočka zaniknout v rámci vybudování nové trasy tzv. čtvrtého koridoru.

## Historie
Odbočka (podle tehdejší terminologie výhybna) byla vybudována v 80. letech 20. století. Dálkové ovládání reléového zabezpečovacího zařízení zajišťovalo zařízení TZD 751. Zastaralé zařízení bylo nahrazeno systémem Remote 98, který byl aktivován 4. května 2017.
V roce 2022 bylo odbočka zahrnuta do nově aktivovaného elektronického stavědla ESA 44 v Hluboké nad Vltavou–Zámostí, odkud byla odbočka nově dálkově ovládána. Na přelomu ledna a února 2023 bylo dálkové ovládání přepojeno na CDP Praha.
V budoucnu (po roce 2023) je plánováno přeložení trati do nové trasy s tunely u Chotýčan a Hosína, čímž bude původní trať opuštěna a odbočka zanikne.

## Popis odbočky
Odbočka byla vybavena reléovým zabezpečovacím zařízením AŽD 71, které bylo dálkově ovládáno pomocí systému Remote 98 výpravčím ze stanice Chotýčany s využitím rozhraní JOP. Odbočka byla trvale neobsazena dopravními zaměstnanci, v nouzových případech bylo možné řízení odbočky přepnout na místní ovládání z budovy v km 14,826, kde byla umístěna technologie zabezpečovacího zařízení.
V odbočce byla jedna výhybka (pro přechod mezi jednokolejnou a dvoukolejnou tratí) s elektromotorickým přestavníkem a elektrickým ohřevem pro zimní podmínky. Odbočka byla kryta třemi vjezdovými návěstidly zapojenými do RZZ: 1S a 2S od Chotýčan, L od Hluboké nad Vltavou-Zámostí. Jízda vlaků ve všech třech přilehlých traťových kolejích byla zajištěna pomocí automatického hradla bez oddílových návěstidel.
Bez změny konfigurace venkovních prvků odbočky bylo v roce 2022 zabezpečovací zařízení nahrazeno integrací do nově aktivovaného elektronického stavědla ESA 44 stanice Hluboké nad Vltavou–Zámostí, které zahrnuje rovněž stanici Chotýčany. Odbočku tak nově ovládal výpravčí ze Zámostí (místo původních Chotýčan), od roku 2023 je ovládána dálkově z CDP Praha nebo z pracoviště pohotovostního výpravčího v Českých Budějovicích, nadále je možná i obsluha pomocí rozhraní JOP ze Zámostí. Po zahrnutí do elektronického stavědla v Zámostí došlo také k úpravě traťového zabezpečovacího zařízení (TZZ), která bylo oběma směry nahrazeno integrovaným TZZ AH-ESA-04 nadále bez oddílových návěstidel.